# Tim Grüttemeier
Tim Grüttemeier (* 25. Oktober 1980 in Aachen) ist ein deutscher Politiker (CDU). Er war vom 23. Juni 2014 bis zum 31. Dezember 2018 Bürgermeister der Kupferstadt Stolberg (im Rheinland) und ist seit 1. Januar 2019 Städteregionsrat der Städteregion Aachen.

## Ausbildung und Beruf
Nach dem Abitur am Ritzefeld-Gymnasium Stolberg im Jahr 2000 absolvierte Grüttemeier den Zivildienst beim Deutschen Roten Kreuz Kreis Aachen und begann anschließend ein Studium der Rechtswissenschaften an der Universität zu Köln, das er 2006 mit der Ersten Juristischen Staatsprüfung abschloss. Nach seinem Referendariat beim Landgericht Aachen legte er im Jahr 2008 die Zweite Juristische Staatsprüfung ab und war von 2008 bis 2014 als Rechtsanwalt in einer Aachener Kanzlei tätig. 2011 wurde er Fachanwalt für Steuerrecht und im gleichen Jahr an der Universität zu Köln promoviert. Seine Zulassung als Rechtsanwalt ruht seit seinem Amtsantritt als Bürgermeister im Juni 2014.

## Politik
Tim Grüttemeier wurde 1996 Mitglied der Jungen Union und ist seit 1997 Mitglied der CDU. Seit 2003 ist er Mitglied des Rates der Stadt Stolberg. Im Jahr 2005 wurde er zum Vorsitzenden des CDU Stadtverbands Stolberg und im Jahr 2007 zum Vorsitzenden der CDU-Fraktion im Rat der Stadt Stolberg gewählt. 2011 kandidierte er nicht erneut für den Vorsitz der CDU Stolberg, um sich auf seine Aufgaben als Fraktionsvorsitzender zu konzentrieren.
Im November 2013 wurde er von den Mitgliedern der CDU Stolberg einstimmig als Kandidat für die Bürgermeisterwahl am 25. Mai 2014 in Stolberg nominiert. Er setzte sich hierbei mit 51,8 % im ersten Wahlgang deutlich gegen den Amtsinhaber Ferdi Gatzweiler (SPD) durch und wurde am 23. Juni 2014 hauptamtlicher Bürgermeister von Stolberg (Rheinland). 
Am 29. August 2018 wurde er auf einer gemeinsamen Mitgliederversammlung der beiden CDU-Kreisverbände Aachen Stadt und Aachen Land mit einem Ergebnis von 98,1 % der abgegebenen Stimmen zum Kandidaten für die vorgezogene Wahl zum Städteregionsrat der Städteregion Aachen am 4. November 2018 gewählt.
Am 4. November 2018 erhielt Grüttemeier bei der Wahl zum Städteregionsrat der Städteregion Aachen mit 39,24 % das beste Ergebnis aller sechs Kandidaten. Bei der Stichwahl am 18. November 2018 wurde er mit 52,59 % gegen Daniela Jansen (SPD) zum neuen Städteregionsrat bis 2025 gewählt.

## Privates
Tim Grüttemeier ist seit 2006 mit Nina Grüttemeier verheiratet und Vater zweier Söhne.